# Bançac
Bansat és un municipi francès situat al departament del Puèi Domat i a la regió d'Alvèrnia-Roine-Alps. L'any 2007 tenia 243 habitants.

## Demografia

### Població
El 2007 la població de fet de Bansat era de 243 persones. Hi havia 104 famílies de les quals 28 eren unipersonals (12 homes vivint sols i 16 dones vivint soles), 36 parelles sense fills, 32 parelles amb fills i 8 famílies monoparentals amb fills.
La població ha evolucionat segons el següent gràfic:
Habitants censats

### Habitatges
El 2007 hi havia 135 habitatges, 104 eren l'habitatge principal de la família, 17 eren segones residències i 14 estaven desocupats. 130 eren cases i 3 eren apartaments. Dels 104 habitatges principals, 94 estaven ocupats pels seus propietaris, 7 estaven llogats i ocupats pels llogaters i 3 estaven cedits a títol gratuït; 7 tenien dues cambres, 10 en tenien tres, 41 en tenien quatre i 46 en tenien cinc o més. 59 habitatges disposaven pel capbaix d'una plaça de pàrquing. A 41 habitatges hi havia un automòbil i a 51 n'hi havia dos o més.

### Piràmide de població
La piràmide de població per edats i sexe el 2009 era:
| Homes | Edats   | Dones |
| ----- | ------- | ----- |
| 0     | 95 o +  | 0     |
| 0     | 90 a 94 | 0     |
| 0     | 85 a 89 | 0     |
| 0     | 80 a 84 | 0     |
| 16    | 75 a 79 | 8     |
| 8     | 70 a 74 | 16    |
| 4     | 65 a 69 | 4     |
| 4     | 60 a 64 | 4     |
| 8     | 55 a 59 | 0     |
| 4     | 50 a 54 | 16    |
| 0     | 45 a 49 | 8     |
| 20    | 40 a 44 | 24    |
| 4     | 35 a 39 | 0     |
| 0     | 30 a 34 | 0     |
| 0     | 25 a 29 | 4     |
| 0     | 20 a 24 | 12    |
| 8     | 15 a 19 | 12    |
| 8     | 10 a 14 | 8     |
| 0     | 5 a 9   | 0     |
| 0     | 0 a 4   | 0     |

## Economia
El 2007 la població en edat de treballar era de 154 persones, 128 eren actives i 26 eren inactives. De les 128 persones actives 115 estaven ocupades (61 homes i 54 dones) i 13 estaven aturades (5 homes i 8 dones). De les 26 persones inactives 11 estaven jubilades, 7 estaven estudiant i 8 estaven classificades com a «altres inactius».

### Ingressos
El 2009 a Bansat hi havia 102 unitats fiscals que integraven 228 persones, la mediana anual d'ingressos fiscals per persona era de 18.003 €.

### Activitats econòmiques
Dels 7 establiments que hi havia el 2007, 2 eren d'empreses de construcció, 2 d'empreses de comerç i reparació d'automòbils, 1 d'una empresa de transport, 1 d'una empresa d'hostatgeria i restauració i 1 d'una empresa classificada com a «altres activitats de serveis».
L'únic servei als particulars que hi havia el 2009 era un electricista.
L'any 2000 a Bansat hi havia 10 explotacions agrícoles.

## Poblacions més properes
El següent diagrama mostra les poblacions més properes.